# آخوریان
آخوریان (به ارمنی: Ախուրյան) یک روستا در ارمنستان است که در استان شیراک واقع شده‌است. آخوریان در ۵ کیلومتری جنوبشرق گیومری، مرکز استان شیراک واقع شده است.

## خصوصیات
آخوریان ۹٬۶۴۳ نفر جمعیت دارد و در ارتفاع ۱۵۴۰ متر بالاتر از سطح دریا قرار گرفته است.